# Ернст Крістоф Суттнер
Ернст Крістоф Суттнер (нім. Ernst Christoph Suttner; 4 жовтня 1933, Регенсбург — 22 жовтня 2024, Вюрцбург) — католицький священник, доктор богослов'я, історик Церкви.

## Життєпис
Народився 4 жовтня 1933 року в Регенсбурзі, де здобув початкову освіту. Філософські і богословські студії закінчив у Папському Григоріанському університеті та Папському Східному інституті в Римі у 1954—1960 роках. На останньому році навчання отримав ієрейські свячення у візантійському обряді. Титул доктора богослов'я здобув у 1967 році, а в 1974 році захистив габілітаційну працю.
У 1962—1975 роках займався науковою та викладацькою діяльністю у Вюрцбурзькому університеті, після чого отримав запрошення на посаду звичайного професора Інституту патрології та Східних Церков Віденського університету, який очолював до виходу на емеритуру в 2004 році. У 1993—1999 роках одночасно виконував обов'язки душпастиря німецькомовних католиків у Москві, викладаючи також у тамтешній Богословській Академії. З 1995 року — гостьовий професор Львівської Богословської Академії та Українського Католицького Університету у Львові. У 1979—2002 роках був офіційним членом Міжнародної змішаної комісії з богословського діалогу між Православними і Католицькими Церквами. Член Австрійської академії наук.
Помер 22 жовтня 2024 року у Вюрцбурзі.

## Переклади українською мовою
- «Українське християнство на початку ІІІ-го тисячоліття: Історичний досвід та еклезіологічні перспективи» / Переклад і наукова редакція Олега Турія. — Львів: Видавництво «Свічадо», 2001. — 168 с.
- «Церковні розколи і єдність Церкви» / Переклад і наукова редакція Олега Турія. — Львів: Видавництво «Місіонер», 2007. — 152 с.